# Happier Than Ever
Happier Than Ever ist das zweite Studioalbum der US-amerikanischen Sängerin Billie Eilish. Es wurde am 30. Juli 2021 über das Label Interscope Records veröffentlicht.

## Entstehung und Veröffentlichung
Das Album folgt auf Billie Eilishs im März 2019 erschienenes Debütalbum When We All Fall Asleep, Where Do We Go?, das in den Vereinigten Staaten, Großbritannien und 15 anderen Ländern Platz eins der Charts erreichte. Die Absage ihrer Welttournee im Frühjahr 2020 aufgrund der COVID-19-Pandemie ermöglichte es ihr, „ohne Druck und Abgabetermine“ an ihrem zweiten Album zu arbeiten.
Am 27. April 2021 kündigte sie ihr neues Album Happier Than Ever mit der neuen Singleauskopplung Your Power an. Laut ihres Instagram-Accounts hatte sie dieses Album für den 30. Juli geplant.
Das Album wurde im neuen Kellerstudio des Hauses ihres Bruders Finneas O’Connell aufgenommen.

## Inhalt
Dieses Album ist persönlicher als When We All Fall Asleep, Where Do We Go?. Inhaltlich beschäftigt sich das Album mit zerbrochenen Beziehungen, Bodyshaming und allgemein mit den Schattenseiten ihres Promilebens.
Im titelgebenden Lied des Albums singt die Künstlerin: „When I'm away from you, I'm happier than ever“ („Wenn ich weit weg von dir bin, bin ich so glücklich wie nie“). Der Song thematisiert die Gefühle nach dem Ende einer toxischen Beziehung.
In Getting Older und Your Power finden sich Andeutungen über Missbrauch- und Stalking-Erlebnisse.

## Titelliste
Alle Titel wurden von Billie Eilish O’Connell und Finneas O’Connell geschrieben und von Finneas O’Connell produziert.
| Nr.          | Titel                     | Länge |
| ------------ | ------------------------- | ----- |
| 1.           | Getting Older             | 4:04  |
| 2.           | I Didn’t Change My Number | 2:38  |
| 3.           | Billie Bossa Nova         | 3:16  |
| 4.           | My Future                 | 3:30  |
| 5.           | Oxytocin                  | 3:30  |
| 6.           | Goldwing                  | 2:31  |
| 7.           | Lost Cause                | 3:32  |
| 8.           | Halley’s Comet            | 3:54  |
| 9.           | Not My Responsibility     | 3:47  |
| 10.          | Overheated                | 3:34  |
| 11.          | Everybody Dies            | 3:26  |
| 12.          | Your Power                | 4:05  |
| 13.          | NDA                       | 3:15  |
| 14.          | Therefore I Am            | 2:53  |
| 15.          | Happier Than Ever         | 4:58  |
| 16.          | Male Fantasy              | 3:14  |
| Gesamtlänge: | Gesamtlänge:              | 56:17 |

## Singles
| Jahr | Titel                     | Höchstplatzierung, Gesamtwochen, AuszeichnungChartplatzierungen (Jahr, Titel, , Platzierungen, Wochen, Auszeichnungen, Anmerkungen) | Höchstplatzierung, Gesamtwochen, AuszeichnungChartplatzierungen (Jahr, Titel, , Platzierungen, Wochen, Auszeichnungen, Anmerkungen) | Höchstplatzierung, Gesamtwochen, AuszeichnungChartplatzierungen (Jahr, Titel, , Platzierungen, Wochen, Auszeichnungen, Anmerkungen) | Höchstplatzierung, Gesamtwochen, AuszeichnungChartplatzierungen (Jahr, Titel, , Platzierungen, Wochen, Auszeichnungen, Anmerkungen) | Höchstplatzierung, Gesamtwochen, AuszeichnungChartplatzierungen (Jahr, Titel, , Platzierungen, Wochen, Auszeichnungen, Anmerkungen) | Anmerkungen                                                   |
| Jahr | Titel                     | DE | AT | CH | UK | US | Anmerkungen                                                   |
| --- | ------------------------- | --- | --- | --- | --- | --- | ------------------------------------------------------------- |
| 2020 | My Future                 | DE47 (1 Wo.)DE | AT28 (2 Wo.)AT | CH16 (3 Wo.)CH | UK7 Silber · (9 Wo.)UK | US6 (7 Wo.)US | Erstveröffentlichung: 30. Juli 2020 Verkäufe: + 635.000       |
| 2020 | Therefore I Am            | DE5 Gold · (12 Wo.)DE | AT2 Gold · (14 Wo.)AT | CH2 (16 Wo.)CH | UK2 Gold · (15 Wo.)UK | US2 Platin · (27 Wo.)US | Erstveröffentlichung: 12. November 2020 Verkäufe: + 2.955.000 |
| 2021 | Your Power                | DE17 (3 Wo.)DE | AT8 (3 Wo.)AT | CH4 (6 Wo.)CH | UK5 Silber · (12 Wo.)UK | US10 (6 Wo.)US | Erstveröffentlichung: 29. April 2021 Verkäufe: + 515.000      |
| 2021 | Lost Cause                | DE45 (1 Wo.)DE | AT24 (2 Wo.)AT | CH17 (2 Wo.)CH | UK14 Silber · (6 Wo.)UK | US27 (4 Wo.)US | Erstveröffentlichung: 2. Juni 2021 Verkäufe: + 275.000        |
| 2021 | NDA                       | DE35 (3 Wo.)DE | AT31 (2 Wo.)AT | CH27 (3 Wo.)CH | UK23 (5 Wo.)UK | US39 (5 Wo.)US | Erstveröffentlichung: 9. Juli 2021 Verkäufe: + 165.000        |
| 2021 | Happier Than Ever         | DE23 Gold · (18 Wo.)DE | AT12 (22 Wo.)AT | CH13 (28 Wo.)CH | UK4 Platin · (27 Wo.)UK | US11 (26 Wo.)US | Erstveröffentlichung: 4. September 2021 Verkäufe: + 2.090.000 |
| Folgende Lieder erschienen nicht als Single, wurden aber durch das Album zum Download und Streaming bereitgestellt und konnten somit eine Platzierung erlangen: |                           | | | | | |                                                               |
| |                           | | | | | |                                                               |
| 2021 | Getting Older             | — | AT43 (1 Wo.)AT | CH39 (1 Wo.)CH | UK28 (1 Wo.)UK | US69 (1 Wo.)US | Charteinstieg: 8. August 2021 Verkäufe: + 35.000              |
| 2021 | Billie Bossa Nova         | — | — | CH48 (1 Wo.)CH | — | US70 (1 Wo.)US | Charteinstieg: 8. August 2021 Verkäufe: + 105.000             |
| 2021 | Oxytocin                  | — | — | — | UK32 (1 Wo.)UK | US72 (1 Wo.)US | Charteinstieg: 12. August 2021 Verkäufe: + 175.000            |
| 2021 | I Didn’t Change My Number | — | — | — | — | US80 (1 Wo.)US | Charteinstieg: 14. August 2021 Verkäufe: + 35.000             |
| 2021 | Halley’s Comet            | — | — | — | — | US90 (1 Wo.)US | Charteinstieg: 14. August 2021 Verkäufe: + 35.000             |

## Rezensionen
In den Worten von Elena Witzeck (Frankfurter Allgemeine Zeitung) erzählt das Album „vom Kennenlernen menschlicher Abgründe und der eigenen Rettung“. Sie stellt jedoch fest, dass „es sind weniger eingängige Songs dabei als auf dem letzten“. Musikalisch ist das Album „zwar mehrheitlich ruhig, warm und entspannt“ (20 Minuten). Wie Billie Eilish sagte, wollte sie ein „zeitloses Album“ machen, weshalb es reduzierte Melodien, viele Akustikgitarren und viele Balladen gibt. Die Rezension des Musik-Magazins Rolling Stone (deutsche Ausgabe) trägt den Untertitel „Die Torchsongs nach dem Brummen der Killer-Bässe“. „Obwohl Billies Bruder Finneas auch das neue Album produziert hat, sucht man die bedrohlich brummenden Stolper-Bässe des Debüts vergeblich,“ erklärt der Rezensent.
Nach Meinung von Adrian Schräder (Neue Zürcher Zeitung) ist das Album „so brillant und perfekt wie eh und je“. Aber die Meinungen der Fans zum Album gehen auseinander: manche sagen, das Album sei „mies“ und „todlangweilig“. Ein Grund für die Kritik kann laut 20 Minuten Billie Eilishs Image-Wechsel sein: „Die plötzliche Kritik dürfte nicht zuletzt an Billies kontroversen Handlungen der letzten Wochen liegen. Seit ihrem Image-Wechsel sorgten diverse Gerüchte und Posts für hitzige Diskussionen unter den Fans.“ Joachim Hentschel (Süddeutsche Zeitung) fragt: „Könnte Billie Eilish mit diesem eher gedeckten, kaminfeuerwarmen, weniger coolen Album einige ihrer jungen Zuhörerinnen und Zuhörer verlieren?“ und antwortet sich selbst: „Das ist möglich, wäre allerdings ein grobes Missverständnis“. Der Spiegel schreibt: „Das zweite Album von Billie Eilish kommt an einem komplizierten Punkt in ihrer Karriere. Mit dem Debüt When We All Fall Asleep, Where Do We Go? startete die damals 17-jährige Musikerin 2019 unglaublich durch, führte die Charts an, gewann alle Grammy-Hauptkategorien. Doch mit dem Erfolg kamen die Hater, die Ruhmblase, die Schmeichler. Billie Eilishs Popularität funktionierte aber, zumindest beim jungen Publikum, stark über ein Gefühl der Identifikation. Kann die noch funktionieren, wenn Eilish weiter über ihr Leben singt, aber dieses Leben so anders geworden ist als das ihrer Fans?“

## Kommerzieller Erfolg

### Chartplatzierungen
In den US-amerikanischen Billboard 200 debütierte das Album auf Platz eins mit 238.000 Album-Äquivalenten, von denen 153.000 aus reinen Verkäufen stammten. In Deutschland erreichte Happier Than Ever die Chartspitze der Albumcharts sowie die Chartspitze der Vinylcharts. In beiden Chartlisten ist es der erste Nummer-eins-Erfolg von Eilish. 2021 belegte Happier Than Ever Rang sieben der deutschen Vinyl-Jahrescharts.
| ChartsChartplatzierungen       | Höchstplatzierung | Wochen |
| ------------------------------ | ----------------- | ------ |
| Deutschland (GfK)              | 1 (113 Wo.)       | 113    |
| Österreich (Ö3)                | 1 (129 Wo.)       | 129    |
| Schweiz (IFPI)                 | 1 (104 Wo.)       | 104    |
| Vereinigte Staaten (Billboard) | 1 (162 Wo.)       | 162    |
| Vereinigtes Königreich (OCC)   | 1 (107 Wo.)       | 107    |

| ChartsJahrescharts (2021)      | Platzierung |
| ------------------------------ | ----------- |
| Deutschland (GfK)              | 19          |
| Österreich (Ö3)                | 7           |
| Schweiz (IFPI)                 | 8           |
| Vereinigte Staaten (Billboard) | 41          |
| Vereinigtes Königreich (OCC)   | 26          |

| ChartsJahrescharts (2022)      | Platzierung |
| ------------------------------ | ----------- |
| Deutschland (GfK)              | 53          |
| Österreich (Ö3)                | 21          |
| Schweiz (IFPI)                 | 32          |
| Vereinigte Staaten (Billboard) | 23          |
| Vereinigtes Königreich (OCC)   | 38          |

| ChartsJahrescharts (2023)      | Platzierung |
| ------------------------------ | ----------- |
| Vereinigte Staaten (Billboard) | 90          |
| Vereinigtes Königreich (OCC)   | 97          |

| ChartsJahrescharts (2024)      | Platzierung |
| ------------------------------ | ----------- |
| Schweiz (IFPI)                 | 81          |
| Vereinigte Staaten (Billboard) | 131         |
| Vereinigtes Königreich (OCC)   | 96          |

### Auszeichnungen für Musikverkäufe
| Land/Region                  | Auszeichnungen für Musikverkäufe (Land/Region, Auszeichnung, Verkäufe) | Verkäufe  |
| ---------------------------- | ---------------------------------------------------------------------- | --------- |
| Australien (ARIA)            | Platin                                                                 | 70.000    |
| Belgien (BRMA)               | 2× Platin                                                              | 40.000    |
| Dänemark (IFPI)              | 2× Platin                                                              | 40.000    |
| Deutschland (BVMI)           | Gold                                                                   | 100.000   |
| Finnland (IFPI)              | Gold                                                                   | 10.000    |
| Frankreich (SNEP)            | 2× Platin                                                              | 200.000   |
| Italien (FIMI)               | Platin                                                                 | 50.000    |
| Kanada (MC)                  | 2× Platin                                                              | 160.000   |
| Mexiko (AMPROFON)            | 3× Gold                                                                | 210.000   |
| Neuseeland (RMNZ)            | 3× Platin                                                              | 45.000    |
| Österreich (IFPI)            | Platin                                                                 | 15.000    |
| Polen (ZPAV)                 | 3× Platin                                                              | 60.000    |
| Portugal (AFP)               | 5× Platin                                                              | 35.000    |
| Spanien (Promusicae)         | Gold                                                                   | 20.000    |
| Ungarn (MAHASZ)              | Platin                                                                 | 4.000     |
| Vereinigte Staaten (RIAA)    | —                                                                      | 430.000   |
| Vereinigtes Königreich (BPI) | Platin                                                                 | 300.000   |
| Insgesamt                    | 4× Gold · 25× Platin ·                                                 | 1.789.000 |

Hauptartikel: Billie Eilish/Auszeichnungen für Musikverkäufe